# Zakłady Naprawcze Taboru Kolejowego
Zakłady Naprawcze Taboru Kolejowego (w skrócie: ZNTK) – przedsiębiorstwa zajmujące się produkcją i świadczeniem usług głównie dla potrzeb transportu kolejowego.
Podstawowe dziedziny działalności:
- produkcja, naprawa i modernizacja pojazdów szynowych (lokomotyw elektrycznych i spalinowych oraz wagonów kolejowych) oraz
- produkcja, naprawa i regeneracja zespołów, podzespołów i części zamiennych do pojazdów szynowych.

Ponadto realizują zlecenia z zakresu inżynierii mechanicznej, produkcji konstrukcji stalowych, odlewów żeliwnych itp.
Największymi zakładami branży były ZNTK „Ostrów”, obecnie Polski Tabor Szynowy – Wagon Sp. z o.o.

## Historia
- 1950 – przekształcenie głównych warsztatów mechanicznych PKP w zakłady naprawcze taboru kolejowego (ZNTK) wraz z powołaniem Centralnego Zarządu Kolejowych Zakładów Produkcyjnych, następnie pod nazwą Centralnego Zarządu ZNTK
- 1961 – przekształcenie w Zjednoczenie Zakładów Naprawczych Taboru Kolejowego
- 1961 – nadanie ZNTK „Ostrów” uprawnień przedsiębiorstwa patronackiego w stosunku do pozostałych ZNTK
- 1982 – likwidacja Zjednoczenia Zakładów Naprawczych Taboru Kolejowego
- 1982 – włączenie zakładów do struktury PKP
- 1991 – wyłączenie zakładów ze struktury PKP

## Zakłady
- ZNTK Biłgoraj, w 1997 zlikwidowane
- ZNTK Bydgoszcz, obecnie Pojazdy Szynowe Pesa Bydgoszcz
- ZNTK Gdańsk, obecnie Zakłady Naprawcze Taboru Kolejowego i Miejskiego
- ZNTK Gliwice, obecnie Gliwicka Fabryka Wagonów
  - Oddział Sędziszów, zlikwidowany w 1992
- ZNTK Gliwice, od 1970 jako Zakłady Naprawcze Lokomotyw Elektrycznych, sprywatyzowane (S.A.) w 2001, później Newag Gliwice
- ZNTK Gniewczyna, obecnie Fabryka Wagonów Gniewczyna
- ZNTK Katowice, w 1972 włączone do ZNTK Gliwice
- ZNTK Lubań, upadłość w 2000
- ZNTK Łapy, upadłość w 2009
- ZNTK Mińsk Mazowiecki, obecnie Pesa Mińsk Mazowiecki
- ZNTK Nowy Sącz, obecnie Newag
- ZNTK Oleśnica, później ZNTK Oleśnica, upadłość w 2019 roku[1]
- ZNTK Oława, obecnie ZNTK Oława
- ZNTK Opole, obecnie Tabor Szynowy Opole
  - Zakład Zielona Góra, do 2002 jako Zastal Wagony
- ZNTK Ostróda, obecnie w strukturach GATX Rail Poland
- ZNTK Ostrów Wielkopolski im. Powstańców Wielkopolskich, od 1999 Fabryka Wagon, od 2005 jako Europejskie Konsorcjum Kolejowe „Wagon”
- ZNTK Paterek, obecnie ZNTK Paterek
- ZNTK Piła, następnie Zakłady Naprawcze Lokomotyw Spalinowych (ZNLS), upadłość w 2003
- ZNTK Poznań, potem Poznańskie Zakłady Naprawcze Taboru Kolejowego (zlikwidowany a teren sprzedany)[2]
- ZNTK Pruszków im. Bohaterów Warszawy, zlikwidowane w 1999
- ZNTK Radom, obecnie ZNTK Radom
- ZNTK Słupsk, przejęte przez ZNTK Gdańsk pod koniec lat 90., zlikwidowane w 1997
- ZNTK Stargard Szczeciński, od 2000 Fabryka Pojazdów Szynowych, od 2005 jako Zakład Pojazdów Szynowych
- ZNTK Świdnica, od 1951 jako Fabryka Wagonów Świdnica, od 1998 The Greenbrier Companies(inne języki)/Wagony Świdnica
- ZNTK Wrocław, zlikwidowane w 1999